# Académie française
L'Académie française est une institution culturelle française dont la mission est de « contribuer à titre non lucratif au perfectionnement et au rayonnement des lettres », qui a pour fonction de tenir à jour un dictionnaire de référence du français, le Dictionnaire de l'Académie française, et d'approuver la publication au Journal officiel d'équivalents francophones de termes techniques étrangers dans la langue française. Elle se compose de quarante membres élus par leurs pairs et est la première des cinq académies de l'Institut de France.
L'Académie française est fondée en 1634 et officialisée en 1635 par le cardinal de Richelieu. La mission qui lui est assignée à l’origine, précisée par lettres patentes de Louis XIII le 29 janvier 1635, est de travailler à « donner des règles certaines à notre langue et à la rendre pure, éloquente et capable de traiter les arts et les sciences ». Ainsi l'article 26 de ses statuts lui attribue la mission d'élaborer un Dictionnaire de l'Académie française, dont la première édition est publiée en 1694 et la neuvième en 2024. Suivant ce même article, elle doit aussi composer une Grammaire de l'Académie française (qui ne connait que deux éditions en 1932 et 1933), ainsi qu'une Rhétorique et une Poétique. Ces deux derniers projets n'ont jamais été entrepris. Elle attribue également des prix littéraires, dont le plus renommé est le Grand prix de littérature de l'Académie française.
L'Académie française rassemble des personnalités qui ont illustré la langue française : poètes, romanciers, dramaturges, critiques littéraires, philosophes, historiens, scientifiques, et, par tradition, des militaires de haut rang, des hommes d’État et des dignitaires religieux.
Il n'existe aucune condition de titres ou de nationalité pour entrer dans la Compagnie, sinon celle d'avoir illustré la langue française. Une limite d'âge fixée au 75e anniversaire est en place depuis le 30 septembre 2010.
L'utilité de l'Académie française, qui n'a plus d'autorité normative mais seulement morale aujourd'hui, est parfois contestée. Sa légitimité est aussi remise en question : un seul linguiste a compté parmi les membres (qui sont pour la plupart écrivains), Gaston Paris, mort en 1903. Les critiques concernent également l'éthique de l'institution, qui offre de nombreux avantages à ses membres.

## Histoire

### À l'origine, les réunions d'un groupe de lettrés
Les origines de l'Académie se trouvent dans les réunions informelles d'un groupe littéraire, le « cercle Conrart », qui se rassemblait depuis 1629 au numéro 135 de la rue Saint-Martin, domicile de Valentin Conrart, protestant calviniste et néanmoins conseiller de Louis XIII et habitué de l'hôtel de Rambouillet où se rencontraient déjà ces hommes de lettres. Ces réunions littéraires secrètes (comme auparavant l’Académie de musique et de poésie fondée en 1570 par Jean-Antoine de Baïf et Joachim Thibault de Courville sous le règne de Charles IX et qui, tout en restant secrète, devient en 1574 l’Académie du palais sous Henri III) inspirent au cardinal de Richelieu, dont les idées prennent un caractère de grandeur, le projet de créer l'Académie française en transformant ces réunions en une compagnie littéraire sous l'autorité royale, prenant pour modèle l’Accademia della Crusca fondée à Florence en 1582 et ayant déjà publié son Vocabolario en 1612. Les registres des réunions sont tenus par Conrart dès le 13 mars 1634,.

### Constitution en Académie à l'instigation de Richelieu

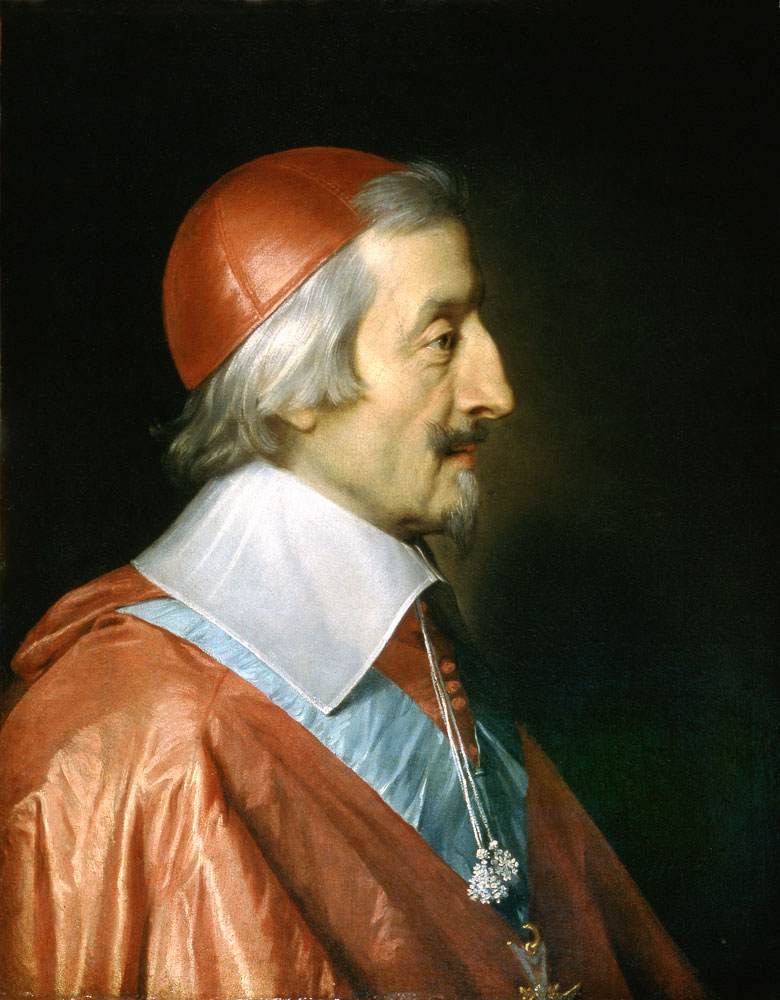
Le cardinal de Richelieu, premier chef et protecteur de l'Académie. Portrait de Philippe de Champaigne.

Les statuts sont élaborés durant toute l'année 1634, statuts à caractère prescriptif visés par Richelieu en 1635,. Conrart en dresse les lettres patentes signées par Louis XIII le 29 janvier 1635 (date traditionnellement attribuée pour la naissance officielle de l'Académie française) et enregistrées par le Parlement de Paris en 1637. Les statuts et règlements sont signés le 22 février 1635. Treize nouveaux membres, appelés jusqu’en 1636 du nom d’« Académistes » (« académiciens » à partir du 12 février 1636), sont admis à siéger avec le groupe initial des neuf membres. Valentin Conrart en devient le premier secrétaire perpétuel de 1634 à 1675, Richelieu est nommé « père et protecteur » de ces lettrés au départ quelque peu rétifs (depuis le protectorat de Louis XIV, chaque chef de l'État français demeure le protecteur de l'Académie, approuvant ou non l'élection d'un membre). Un des premiers travaux de cette Académie est d'arbitrer la querelle entre Georges de Scudéry et Pierre Corneille concernant Le Cid. En 1637, sur l'insistance de Richelieu, Jean Chapelain rédige Les sentiments de l'Académie Française sur la tragi-comédie du Cid,.
Le livre Histoire de l'Académie françoise (premier volume paru en 1653) écrit par un de ses membres, Paul Pellisson (le second de l'abbé d'Olivet relatant son histoire est paru en 1729), rédigé à partir des registres de l'Académie française et sous l'influence des académiciens (d'autant plus que Pellisson souhaite intégrer la compagnie), est la source unique sur la fondation de l'Académie. Pellisson considère qu'elle n'a aucune finalité savante — comme l'académie de Baïf fondée en 1570 et l'académie de Mersenne — ou finalité politique — comme l'académie des frères Dupuy —, mais son récit omet que le cercle Conrart réunit des hommes de plume, de grands aristocrates et a aussi pour vocation de s'échanger des informations pour offrir au groupe une position privilégiée sur l'espace socio-politique de l'époque. De plus, l'Académie donnant son avis sur les œuvres littéraires (voir son intervention dans la « querelle du Cid »), Richelieu y voit un moyen de contrôle sur la vie intellectuelle et littéraire française. Dans sa volonté de rassembler, Richelieu veut que la langue française soit l'affaire des représentants des divers domaines du savoir (ecclésiastiques, militaires — le premier est le duc Armand de Coislin en 1652 —, diplomates, puis écrivains et philosophes — le premier est Montesquieu en 1727 — sous Louis XV qui menace de supprimer l'Académie qui prend son indépendance grâce aux Lumières) et décide que l'Académie s'ouvre à quarante membres égaux et indépendants, donc qu'elle ne soit pas subventionnée.

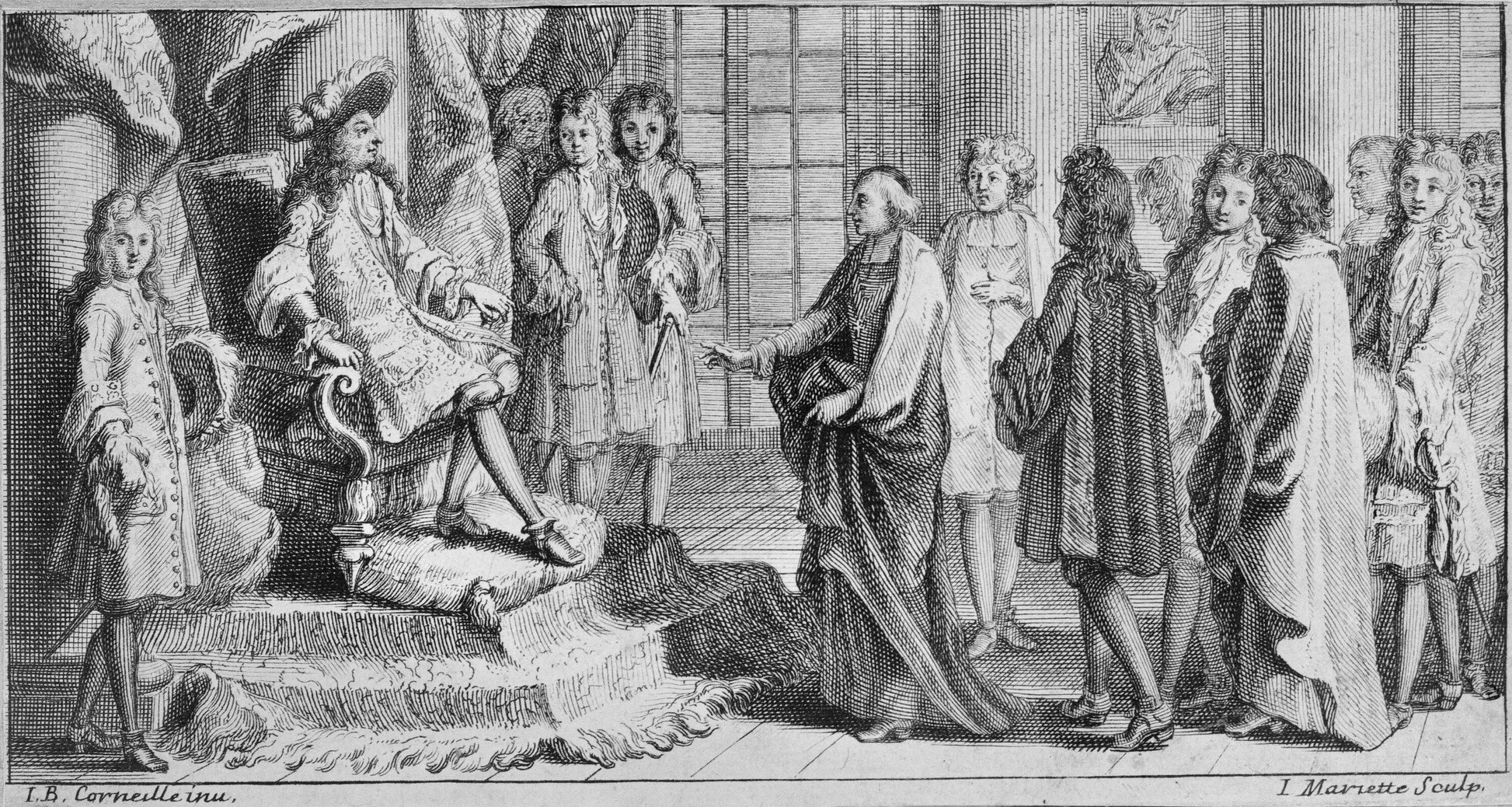
Les membres de l'Académie française venant offrir à Louis XIV leur Dictionnaire en 1694.

Le caractère officiel de cette compagnie de « beaux esprits » étant établi, elle se réunit d’abord chez tel ou tel de ses membres, puis chez le chancelier Pierre Séguier, rue du Bouloi, à partir de 1639. Elle est hébergée à la mort de Richelieu en 1642 par Anne d'Autriche grâce à l'intervention de l'académicien Vincent Voiture, interprète de la reine mère, sur les conseils de Colbert elle est transférée au Louvre à partir de 1672.
Le discours de réception de Jean de La Bruyère le 15 juin 1693, qui est dans la même veine que Les Caractères, critique plusieurs académiciens, si bien qu'un article est ajouté aux statuts de la Compagnie qui prévoit que le discours soit dorénavant soumis à une commission d'académiciens avant sa prononciation.
En 1694 paraît la première édition du Dictionnaire de l'Académie française.
Le règlement est réformé en 1752.

### Parenthèse révolutionnaire et installation quai de Conti
En 1793, par décret daté du 8 août, la Convention supprime toutes les académies royales (« royaume des lettrés, titrés, mitrés » selon la formule de Chamfort), y compris l'Académie française, et confirme l'interdiction d'élire de nouveaux membres pour remplacer ceux décédés. Pendant la Terreur, l'abbé Morellet sauve les archives de l'Académie en les cachant chez lui. En 1795, par décret daté du 22 août, ces Académies sont remplacées par une seule entité : l'Institut de France, dont la loi Daunou arrête l'organisation.
En 1803, par arrêté du 3 pluviôse an XI (23 janvier 1803), le Premier consul Bonaparte décide de restaurer les anciennes académies, mais simplement comme classes (divisions) de l'Institut de France. La seconde « classe de langue et littérature françaises » correspond de facto à l'ancienne Académie française. Bonaparte avait en 1800 opposé un refus à son frère Lucien, alors ministre de l'Intérieur et rêvant d'être académicien, qui lui avait suggéré de restaurer l'Académie.
En 1805, l'Académie s'installe enfin au collège des Quatre-Nations — devenu Institut de France en 1795 —, où elle demeure toujours.

### Au cours duXIXesiècle
En 1863 est élu le lexicographe Émile Littré. Félix Dupanloup, chef de file des conservateurs à l'académie, se montre farouchement opposé à sa candidature et quitte son fauteuil.
Émile Zola présente 25 candidatures, sans pour autant parvenir à se faire élire.

### À travers les conflits duXXesiècle
Le patriotisme issu de la Première Guerre mondiale favorise l'élection de cinq maréchaux, dont le premier est Hubert Lyautey en 1912, suivi de Joseph Joffre, Ferdinand Foch, Philippe Pétain et Louis Franchet d'Espèrey. Le 14 novembre 1918, le maréchal Foch et Georges Clemenceau reçoivent tous deux une motion de félicitations de la part de l'académie et sont élus, sans qu'ils posent de candidature, la même année.
Pendant la période de l'entre-deux-guerres, l'Académie française est au faîte de son lustre tant par le prestige de ses maréchaux et de ses écrivains que par la jeunesse relative de ses récipiendaires. Marc Fumaroli compare Paul Valéry avec Voltaire et cette période avec le faste que la compagnie a connue à la fin du règne de Louis XV,.
Sous l'Occupation, certains membres de l'académie s'engagent dans la collaboration (Charles Maurras, Abel Bonnard, Abel Hermant et le maréchal Pétain). Élu provisoirement secrétaire perpétuel en 1942, Georges Duhamel fait suspendre les élections, comme en 1790, évitant ainsi la subordination de l'académie au régime de Vichy. Une légende veut que François Mauriac soit l'âme de la Résistance académique. À la Libération, le monde intellectuel est dans les mains du Comité national des écrivains, qui est actif dans l'Épuration et souhaite supprimer l'académie. Georges Duhamel défend avec succès la cause de l'institution auprès du général de Gaulle, la loi d'indignité nationale prévoyant que toute personne frappée d'indignité nationale et appartenant à un corps constitué soit automatiquement exclue, excluant de fait les collaborateurs de l'académie.
Si les fauteuils abritant une personne accusée de collaboration ne reçoivent plus la présence de leur hôte, ils ne sont remplacés qu'après la mort de celui-ci. Il est fait exception à Abel Bonnard et Abel Hermant, qui sont exclus de l'Académie et dont les sièges sont pourvus de leur vivant.
Toutefois, l'académie redevient très vite majoritairement de droite, dans son versant vichyste. Cela provoque la démission du secrétariat perpétuel de Georges Duhamel, auquel succède Georges Lecomte en « solution d'attente ». La candidature de Paul Morand en 1958 prend un tournant politique majeur en raison de ses responsabilités collaborationnistes sous l'Occupation,. Charles de Gaulle, alors protecteur de l'Académie, annonce opposer son veto à son élection, veto qu'il lève en 1968, année de l'élection de Paul Morand. En outre, de Gaulle refuse que soit élu Saint-John Perse, à qui il ne pardonne pas son absence de ralliement à lui en 1940.
Après la guerre, l'Académie française rééquilibre son recrutement avec l'arrivée notamment de Jean Guéhenno, Pierre Emmanuel et Roger Caillois. L'élection de Félicien Marceau, favorable à Pétain, entraîne la vive réprobation de Pierre Emmanuel, qui choisit de démissionner de la compagnie.

### À travers les débats sociétaux de la fin duXXesiècle
L'Académie s'est longtemps montrée très réticente à recevoir des femmes parmi ses membres. En 1980, l'historien Pierre Gaxotte va jusqu'à affirmer : « Si on élisait une femme, on finirait par élire un nègre... ». Cette même année, l'Académie élit Marguerite Yourcenar, puis Léopold Sédar Senghor en 1983.
Dans les années 1980, l'institution refuse la féminisation des noms de métier, jugeant le genre féminin « discriminatoire ».

### Histoire récente
L'Académie retrouve sa pleine indépendance (politique et financière) vis-à-vis de l'Institut de France par la loi de programme pour la recherche de 2006.
En 2017, l'Académie française donne son opinion sur l'écriture inclusive, qu'elle juge comme un « péril mortel »,. Cet avis est vivement critiqué par certains linguistes,,,,, dont Alain Rey et Alexandra Dupuy, pour qui la difficulté d'apprentissage de la langue française comprenant le point médian n'est étayée par aucune étude scientifique[source secondaire souhaitée].
En 2019, l'Académie française, après avoir été longtemps opposée à la féminisation, vote à une large majorité le rapport de la commission formée par quatre académiciens sur la féminisation des noms de métiers et de fonctions.

## Missions

### Définir les normes de la langue française

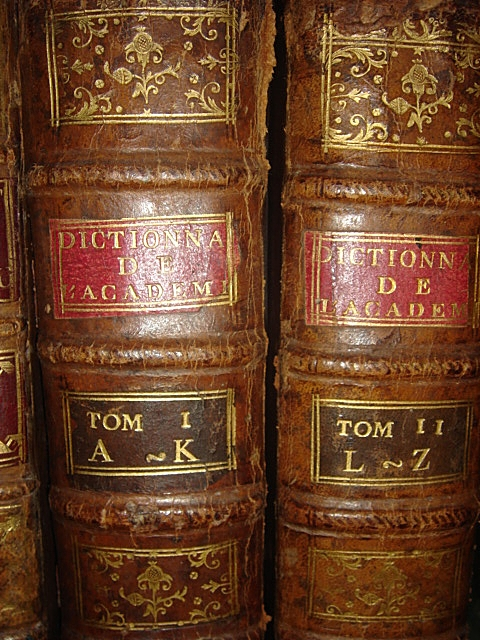
Dictionnaire de l'Académie française, en deux volumes.

La création de l'Académie française s'inscrit dans la continuité de l'institution du français comme langue officielle de la nation, traduite en particulier par l'ordonnance de Villers-Cotterêts édictée par François Ier en 1539, dont les articles 110 et 111 sur la langue française sont toujours en vigueur. Son rôle est de contribuer à l'harmonisation de la langue française, pour qu'elle soit compréhensible par tous les Français et aussi par tous les Européens qui l'adoptent alors comme langue commune. L'Académie est donc garante de la précision de la langue française, en ayant pour objectif d'éviter qu’une confusion dans les mots n'entraîne une confusion dans les idées.
L’article 24 de ses Statuts précise que « la principale fonction de l’Académie sera de travailler avec tout le soin et toute la diligence possible à donner des règles certaines à notre langue et à la rendre pure, éloquente et capable de traiter les arts et les sciences ».
L'accomplissement de cette mission de normalisation de la langue française se traduit par trois principales actions :
- l'édition d'un dictionnaire lexicographique, qui recueille et fixe l'usage de la langue (nomenclature, orthographe, sens et prononciation des mots) : le Dictionnaire de l'Académie française ;
- l'émission de recommandations et d'avis sur les règles de la langue : publications officielles et publications d'académiciens sur le bloc-notes internet de l'Académie et dans la presse ;
- la participation aux différentes commissions de terminologie[N 10], visant à créer de nouveaux mots dans tous les domaines, en particulier ceux où les inventions et développements de la science sont nombreux. L'Académie donne son aval pour la publication des termes au Journal officiel, qui sont alors aussi publiés sur le site internet FranceTerme, et leur usage devient obligatoire au sein des administrations et des services publics en remplacement des termes étrangers.

L’article 26 des Statuts demande que soient composés « un Dictionnaire, une Grammaire, une Rhétorique et une Poétique sur les observations de l’Académie ». Le Dictionnaire a été et continue d'être édité, la Rhétorique et la Poétique n'ont jamais été publiés. Une première Grammaire de l'Académie française a été publiée en 1932. La rédaction a été dirigée par Abel Hermant, aidé de prêtes-plumes inconnus. Vivement critiquée, notamment par le linguiste Ferdinand Brunot dans son ouvrage Observations sur la grammaire de l'Académie française, l'Académie réagit en publiant une seconde édition corrigée et quelque peu augmenté dès l'année suivante,. L'Académie a par ailleurs entrepris un projet de Dictionnaire historique de la langue française. En ont été publiés quatre tomes entre 1865 et 1894, mais le projet est resté inachevé sans aller au-delà de la lettre A.
L'Académie française exerce sa mission de normalisation de la langue en recueillant les us et coutumes et en les codifiant en lois sans se donner le droit d'en changer les dispositions, et en participant à la création de nouveaux mots dans les commissions de terminologie, mais elle s'est toujours défendue d'être la créatrice de la langue. Toutefois, la langue étant vivante et donc en constante évolution, l'Académie est aussi parfois perçue comme une autorité déterminant le bon usage de la langue. Cette autorité est concurrencée par les ministères français tels que celui de l'Éducation nationale qui a autorité pour définir les usages acceptés aux examens, par les autorités d'autres pays francophones tels que le Canada et son Office québécois de la langue française, très vigilant à l'usage des anglicismes, voire par une conception libérale qui donne une égale autorité linguistique à tous les éditeurs privés[réf. souhaitée].

#### Premiers dictionnaires
Trois dictionnaires sont publiés au XVIIIe siècle : en 1718, 1740 et 1762.

#### Dictionnaire de l'Académie françaiseen ligne
En 2019, l'Académie met pour la première fois son dictionnaire à disposition du public sur un site Internet dédié, en accès gratuit. Son ambition première est de rendre accessible sa dernière édition, la neuvième, désormais achevée. Ce site permet aussi de parcourir l'intégralité des neuf éditions du dictionnaire. La même année, elle rend consultables en ligne ses huit éditions précédentes. Il continuera parallèlement de paraître sous format imprimé.

### Illustrer la langue française

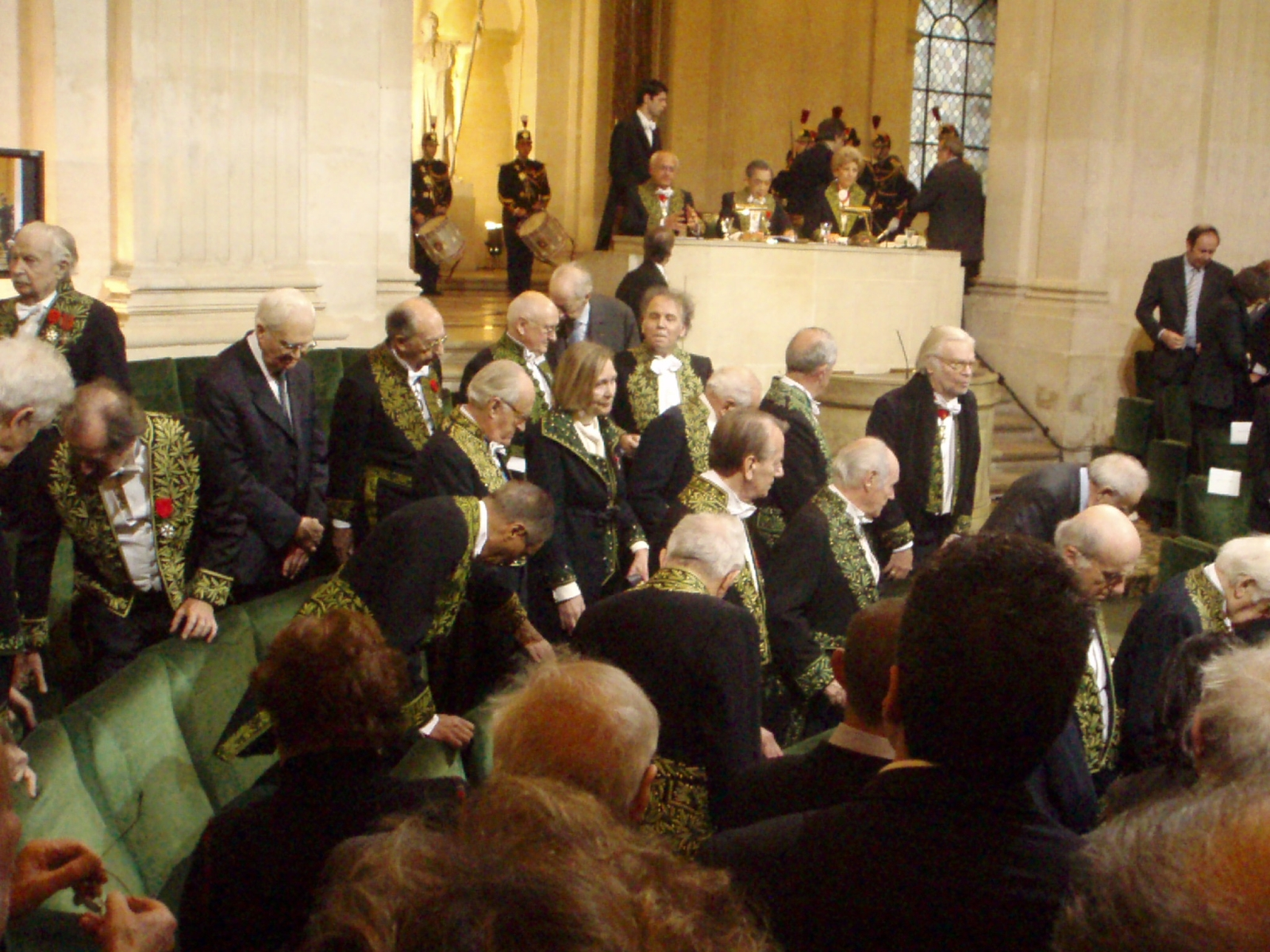
Séance de remise des prix de l'Académie en 2007 en présence d'une vingtaine d’académiciens.

La seconde mission[réf. nécessaire] de l'Académie est l'illustration de la langue française. Elle est accomplie notamment à travers le mécénat, non prévu dans les statuts d'origine, qui procède de l'exécution des dons et legs qui lui ont été faits et ce dès l'Ancien Régime.
Entre autres, le prix du rayonnement français vise à récompenser un auteur, français ou étranger, ayant fait connaître dans le monde la langue et la pensée françaises. En outre, l'académie subventionne des associations dont les actions dépendent de ses subsides, comme l'association Défense de la langue française, le Syndicat des critiques littéraires, l'association Guillaume-Budé, le Comité d'étude des termes techniques français, les Sociétés d'étude des XVIIe et XVIIIe siècles, etc..

#### Œuvres des académiciens
Chacun dans sa spécialité, les membres de l'académie ont contribué par leurs ouvrages à l'illustration et au prestige de la langue définie par la Compagnie, tels que Corneille, Racine, La Fontaine ou Bossuet.

#### Attribution de prix littéraires
En 1671, pour la première fois sont attribués des prix par l'Académie : un prix d'éloquence et un prix de poésie. Les trois prix fondés avant 1715 sont réunis en 1755. Cinq autres prix sont fondés à partir de 1766.
L’Académie française décerne actuellement chaque année environ soixante prix littéraires, dont les dotations sont financées par des donateurs souvent en exécution de legs, parmi lesquels :
- le grand prix de littérature de l'Académie française, depuis 1911 ;
- le grand prix du roman de l'Académie française, depuis 1914 ;
- le grand prix de la francophonie, depuis 1986, qui témoigne de l’intérêt de l’Académie pour le rayonnement de la langue française dans le monde.

À propos de l'attribution des prix, Alexandre Dumas (fils) écrit dans une lettre à Gustave Claudin : « Ajoutons que certains de nos confrères dont le public ignore jusqu'aux noms et dont il se moque quelquefois quand on les lui apprend sont des hommes d'une très grande valeur, d'une profonde érudition et qui rendent à l'Académie des services que les plus célèbres seraient incapables de lui rendre. Ce sont eux qui font les travaux qui sont la raison même de l'existence et de la durée de l'Académie. Leur grande érudition en histoire, en philosophie, en linguistique, leur connaissance approfondie de toutes les littérature étrangères permettent de décerner ces prix consacrés à des livres spéciaux, utiles que non seulement le public ne connaît pas mais dont il ne veut pas entendre parler. »

#### Mécénat social
Au gré des legs et des créations de fondations, l'Académie a développé ses mécénats. Elle attribue aujourd'hui des subventions à des sociétés littéraires ou savantes, des associations, des revues, des œuvres de bienfaisance, des aides à des familles nombreuses, aux veuves, aux personnes défavorisées ou qui se sont distinguées par l’accomplissement d’actes de dévouement ainsi qu’un certain nombre de bourses d'études : Zellidja, Neveux, Corblin, Damade.

## Statut et organisation
Depuis la loi de programme pour la recherche de 2006, l'Académie française est une personne morale de droit public à statut particulier gérée par ses membres en assemblée, c'est-à-dire une institution publique centrale de l'État français. Elle « s’administre librement et bénéficie d’une autonomie financière sous le seul contrôle de la Cour des comptes »,.
Avant que le législateur ne lui confère ce statut, le statut de l'Académie française était flou. En cas de procès, l'institut faisait donc valoir un statut d'établissement public administratif.
Elle élit son secrétaire perpétuel qui, comme son nom l'indique, le reste jusqu'à son décès ou à sa démission. Cette permanence en fait le personnage le plus important de l'institution. Après la mort d'Hélène Carrère d'Encausse le 5 août 2023, le poste a été confié à Amin Maalouf le 28 septembre 2023.
Elle élit également, tous les trois mois, un président chargé de mener les séances.

### Statut légal des décisions
Une décision du tribunal administratif de Paris rappelle que « Les requérants ne peuvent à cet égard utilement se prévaloir des déclarations de l'Académie française qui n'ont aucune portée juridique et qui, dépourvues de tout effet de même nature, n'ont aucune portée contraignante. »

### Commissions
D'après l'annotation des statuts et règlements de l'Académie française,, l'Académie comporte cinq commissions :
- la commission du Dictionnaire : « Le Secrétaire perpétuel dirige la révision du Dictionnaire et la préparation de son édition, et veille à la publication des travaux de l’Académie[61]. »
- la commission de la Francophonie[61] ;
- la commission administrative, statutairement composée du secrétaire perpétuel et de deux membres, factuellement composée de deux membres suppléants[N 15],[62] : « Elle est chargée de gérer les biens de la Compagnie : dotations, fondations, patrimoine mobilier et immobilier, portefeuille. À ce titre, le Secrétaire perpétuel est ordonnateur des dépenses et signe toutes les pièces comptables : appointements, prix, bourses, secours, subventions, travaux, impôts, assurances, contrats, actes d’achat, de ventes ou de locations intéressant le patrimoine[61] » ;
- la commission des prix littéraires : « Grands Prix, Grand Prix du Roman, Prix de la Francophonie, Prix de Poésie, Prix de Littérature et de Philosophie, Prix d’Histoire et de Sociologie, Prix du Théâtre et du Cinéma. Les membres délibèrent sur les ouvrages reçus en cours d’année, rédigent des rapports et votent, en juin, les prix qui seront décernés[61] » ;
- la commission des œuvres sociales : « Cette commission est chargée d’étudier au cas par cas les dossiers des familles nombreuses et les demandes de bourses qui lui sont présentés[61]. »

### Le service du Dictionnaire
En appui au travail lexicographique de la commission du Dictionnaire, un service du Dictionnaire a été créé. Il est dirigé de 2002 à 2008 par Jean-Mathieu Pasqualini, qui devient par la suite directeur de cabinet du secrétaire perpétuel. Le service est composé d'une dizaine de professeurs agrégés payés par le ministère de l'Éducation nationale.

### Patrimoine
Depuis le legs de Jean-Baptiste de Montyon, l'Académie française a accumulé un grand patrimoine au fur et à mesure des legs et donations. Elle n'est pas propriétaire du collège des Quatre-Nations, propriété de l'État qui héberge gracieusement l'Institut de France et ses académies.
L'Académie française détient :
- le château de Castries, légué en 1986 par René de La Croix de Castries, dont l'ancienne région Languedoc-Roussillon est déclarée gestionnaire en 1999 et qui a été vendu pour 2,8 millions d'euros à la municipalité de Castries[64] ;
- le château de Berzée, en Belgique, hérité dans les années 1990, et ses fermes[66] ;
- quelques centaines d'hectares de terres agricoles dans les départements du Nord, du Pas-de-Calais et de l'Isère[66] ;
- une maison à Viroflay[66] ;
- sept immeubles de rapport à Paris[66] :
  - un sis aux no 63 boulevard Saint-Michel et no 26 rue Soufflot, dans le 5e arrondissement, constitué de seize appartements et dont le local du rez-de-chaussée était anciennement une librairie[67],[68],
  - un dans la rue Monsieur-le-Prince,
  - un dans la rue Crébillon,
  - un dans la rue Ranelagh,
  - un dans la rue Pasquier,
  - un sis au no 72 du boulevard Haussmann, issu de la succession Broquette[69].

## Rituels et symboles

### «Immortalité»

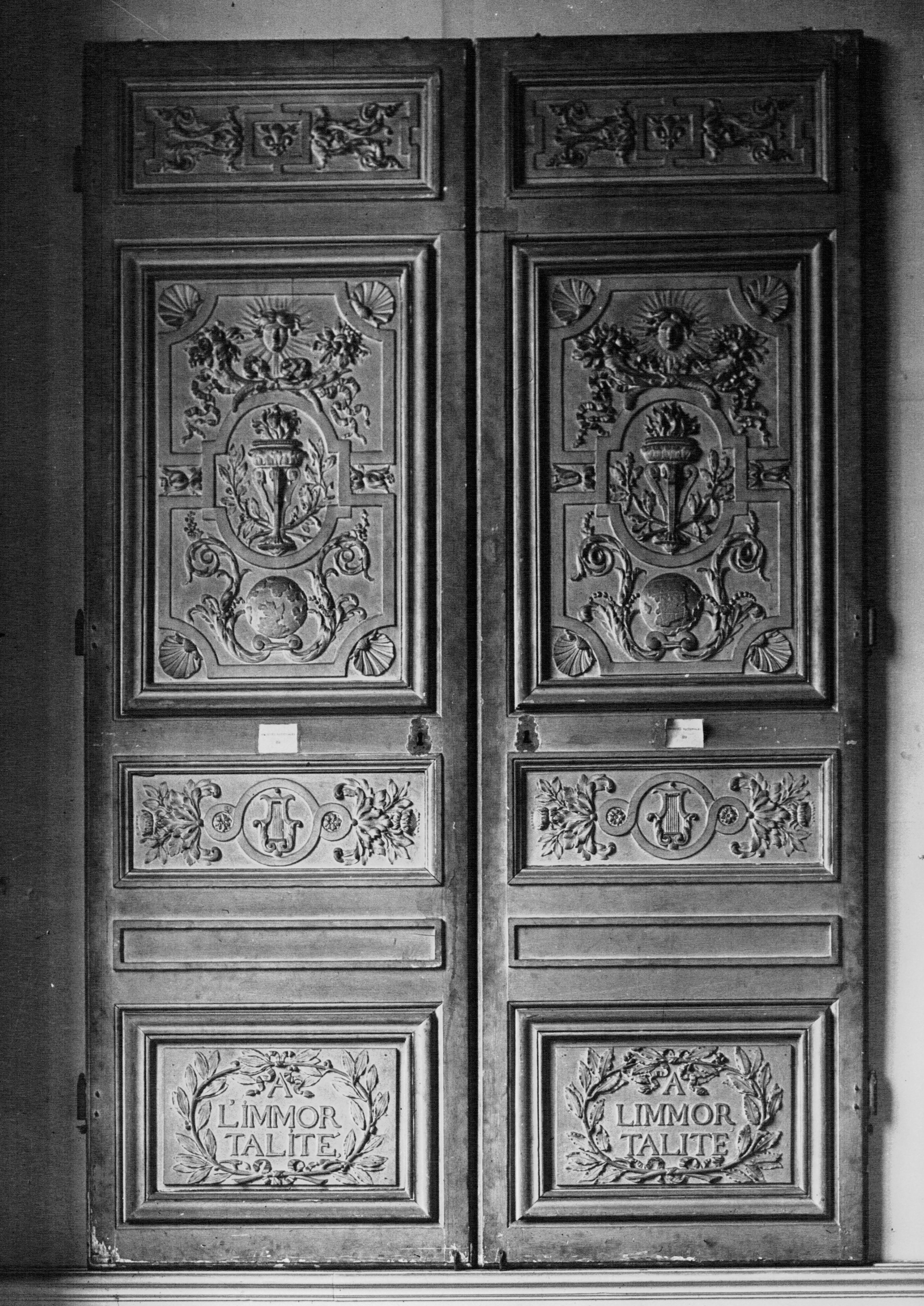
Ancienne porte de l'Académie française (avant 1780) portant la devise À l'immortalité.

Surnommés « les immortels », les quarante académiciens doivent ce surnom à leur devise « À l’immortalité ». Celle-ci figure sur le sceau donné à l’Académie par son fondateur, le cardinal de Richelieu, et vise à l'origine la langue française et non les académiciens. Rapidement, cette notion s'est étendue aux académiciens pour leur gloire posthume, l'immortalité littéraire étant conférée par le roi en échange de l'unification linguistique du royaume et son autonomisation par rapport à l'Église[réf. nécessaire]. À partir du XVIIIe siècle, les académiciens comme tous les écrivains développent une éthique qui ne se veut plus être au service du pouvoir mais gardent ce titre d'« immortels ».
La qualité d’académicien est une dignité inamovible. Celui qui se déclare démissionnaire n’est pas remplacé avant son décès : Pierre Benoit, Pierre Emmanuel et Julien Green en sont des exemples. Des exclusions peuvent être prononcées par l'Académie pour de graves motifs, notamment des motifs entachant l’honneur. Ces exclusions au cours de l’histoire ont été rarissimes. Plusieurs furent mises en œuvre après la Seconde Guerre mondiale pour faits de collaboration, à l'endroit de Philippe Pétain, Charles Maurras, Abel Bonnard et Abel Hermant. Les fauteuils de Pétain et Maurras ne furent pas pourvus avant leur mort, à l'inverse de ceux de Bonnard et Hermant, par mesure exceptionnelle.
Au premier acte (scène II) de Cyrano de Bergerac, Edmond Rostand (qui sera reçu lui-même à l'Académie en 1903, soit trois ans après la première de la pièce) se moque de cette « immortalité » en mettant dans la bouche d'un bourgeois nommant à son fils les spectateurs du théâtre de l'hôtel de Bourgogne :
Voici Boudu, Boissat, et Cureau de la Chambre ;
Porchères, Colomby, Bourzeys, Bourdon, Arbaud…
Tous ces noms dont pas un ne mourra, que c’est beau !
Cette réplique liste une série d'académiciens contemporains du personnage (soit le XVIIe siècle), tombés dans l'oubli bien avant la fin du XIXe siècle.

### Élection et réception

#### Élection
Quand un fauteuil est laissé vacant par la mort de son titulaire, l'Académie déclare la vacance à l'issue d'un délai de décence de plusieurs mois, et une élection est alors organisée dans les trois mois qui suivent. Les candidatures sont déposées par les candidats avec un courrier adressé au secrétaire perpétuel, ou sont présentées par un ou plusieurs académiciens.
En ce qui concerne les limites d'âge, les aspirants peuvent être mineurs, en revanche ils ne peuvent plus présenter leur candidature dès 75 ans passés,, depuis le 30 septembre 2010,.
L'élection est effectuée à bulletins secrets, et requiert la majorité absolue des suffrages exprimés. Un quorum de 20 votants est fixé. Les votes blancs ne sont pas pris en compte pour l'établissement de la majorité absolue, à l'inverse des bulletins blancs marqués d'une croix.
L'élection ne devient définitive qu'après l'approbation du protecteur de l'Académie, le roi puis le président de la République, qui manifeste celle-ci en donnant audience au nouvel élu. C'est ainsi que l'élection de Paul Morand a été différée jusqu'en 1968, car le général de Gaulle s'y était jusqu'alors opposé en raison des postes occupés par l’intéressé sous le régime de Vichy.

#### Installation et réception
Le nouvel élu est alors installé dans une cérémonie à huis clos. Une semaine après, il est officiellement reçu dans la compagnie en habit vert, qu'il se sera fait confectionner. Au cours de cette cérémonie publique, il prononce un discours de remerciement où il fait l'éloge de son prédécesseur, auquel répond le directeur du trimestre où la vacance a été notifiée. Cette tradition remonte à Olivier Patru, reçu en 1640 :

« À sa réception, rapporte Pellisson, Patru prononça un fort beau remerciement dont on demeura si satisfait qu’on a obligé tous ceux qui ont été reçus depuis d’en faire autant. »

— René de La Croix de Castries, La Vieille Dame du Quai Conti.
Lors de son installation, le récipiendaire est conduit dans la salle des séances, où on lui présente le grand portrait en majesté du cardinal de Richelieu, copie de la toile peinte par Philippe de Champaigne et conservée au Louvre. « Et aussitôt après, raconte Yves Pouliquen, le secrétaire perpétuel ouvre une sorte de tabernacle. Apparaît alors une petite toile représentant le visage de Richelieu sur son lit de mort. Et tout cela se déroule sans un mot ! En quelques minutes, le nouvel académicien comprend que son itinéraire quai Conti le conduira de la gloire au trépas. » Mais ce tableau aux panneaux qui se rabattent, offert à l'Académie par la veuve de Gabriel Hanotaux et présenté à l'Exposition universelle de 1878, est attribué à tort à Phillipe de Champaigne,.
Des cinq académies composant l'Institut de France, alors que toutes font leur séance solennelle sous la Coupole, seule l'Académie française a le droit d'y recevoir ses impétrants, et la seule à avoir le chef de l'État pour protecteur.
Lors de la première séance du récipiendaire, les académiciens se lèvent (la seule fois de son vivant, l'autre fois est à la séance qui succède à son décès) et lui attribuent un mot du Dictionnaire, en lien avec sa personnalité, qu'il doit définir. S'ensuit une période de trois mois de silence initiatique aux travaux académiques, depuis une réforme d'Hélène Carrère d'Encausse. Auparavant, elle était d'un an pour les séances ordinaires et de deux pour l'accès aux commissions.

### Uniforme

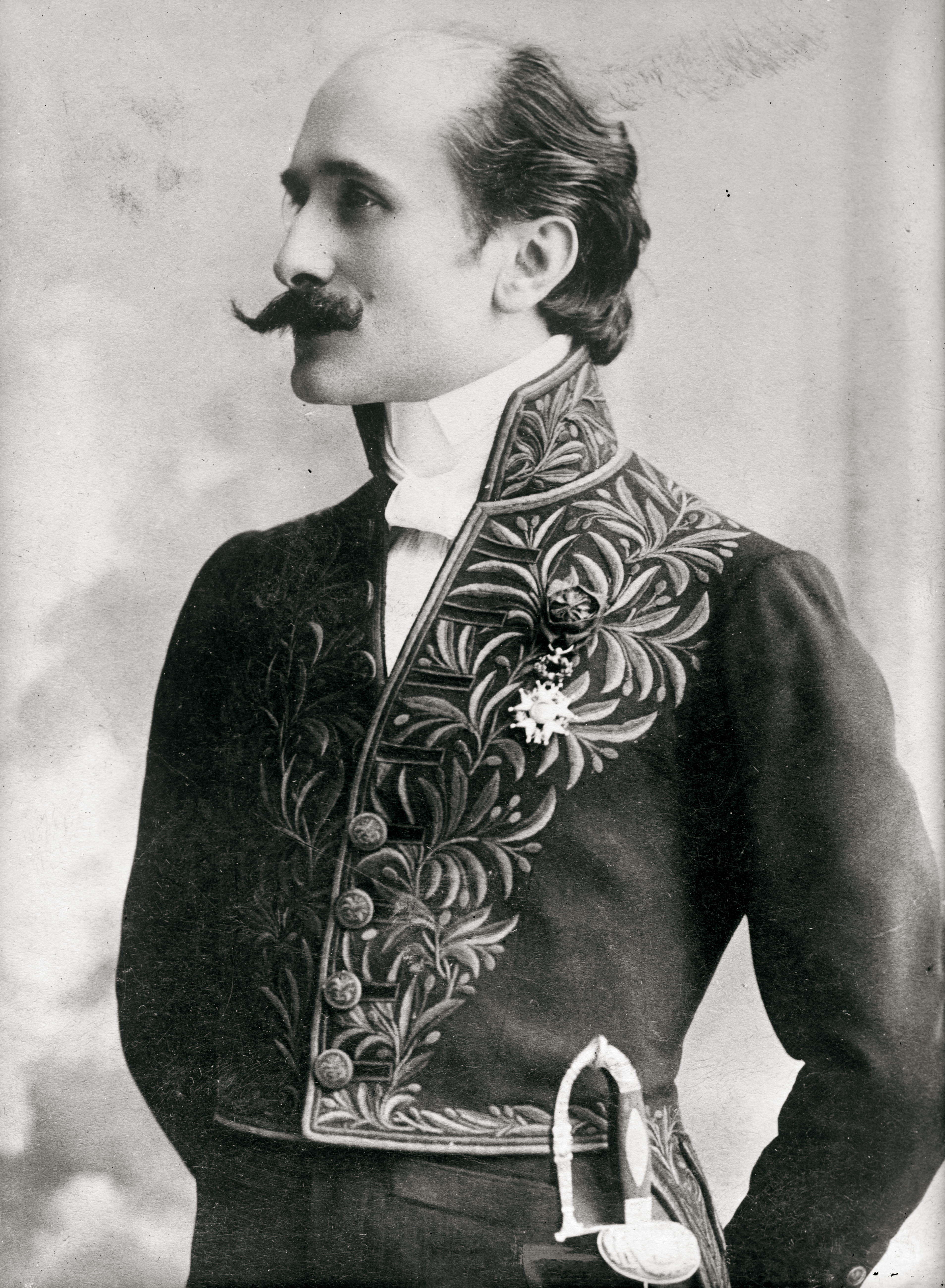
Edmond Rostand en habit vert d'académicien.

L'habit des académiciens, avec bicorne, cape et épée, qu'ils revêtent lors des séances solennelles sous la Coupole, a été dessiné sous le Consulat. Grand amateur d'uniformes, Bonaparte avait d'abord pensé à un habit jaune, mais c'est un uniforme noir avec des broderies vertes en forme de rameaux d'olivier qui fut finalement choisi par une commission de trois membres : Houdon, Vincent et Chalgrin, sur un dessin attribué au peintre Jean-Baptiste Isabey.
Cet uniforme est commun à tous les membres de l’Institut de France.
Les femmes et les ecclésiastiques sont dispensés du port de l'uniforme et de celui de l'épée. Mmes de Romilly, Carrère d'Encausse, Delay, Veil, Sallenave, Bona et Cassin ont cependant opté pour l'« habit vert » lors de leur réception. Mme Carrère d'Encausse a été la première femme à porter l'épée, arme créée pour l'occasion par l'orfèvre géorgien Goudji. Les femmes élues ensuite ont opéré le même choix, à l'inverse de Jacqueline de Romilly, qui avait cependant reçu une broche symbolique après son élection à l'Académie des inscriptions et belles-lettres en 1975.

## Membres

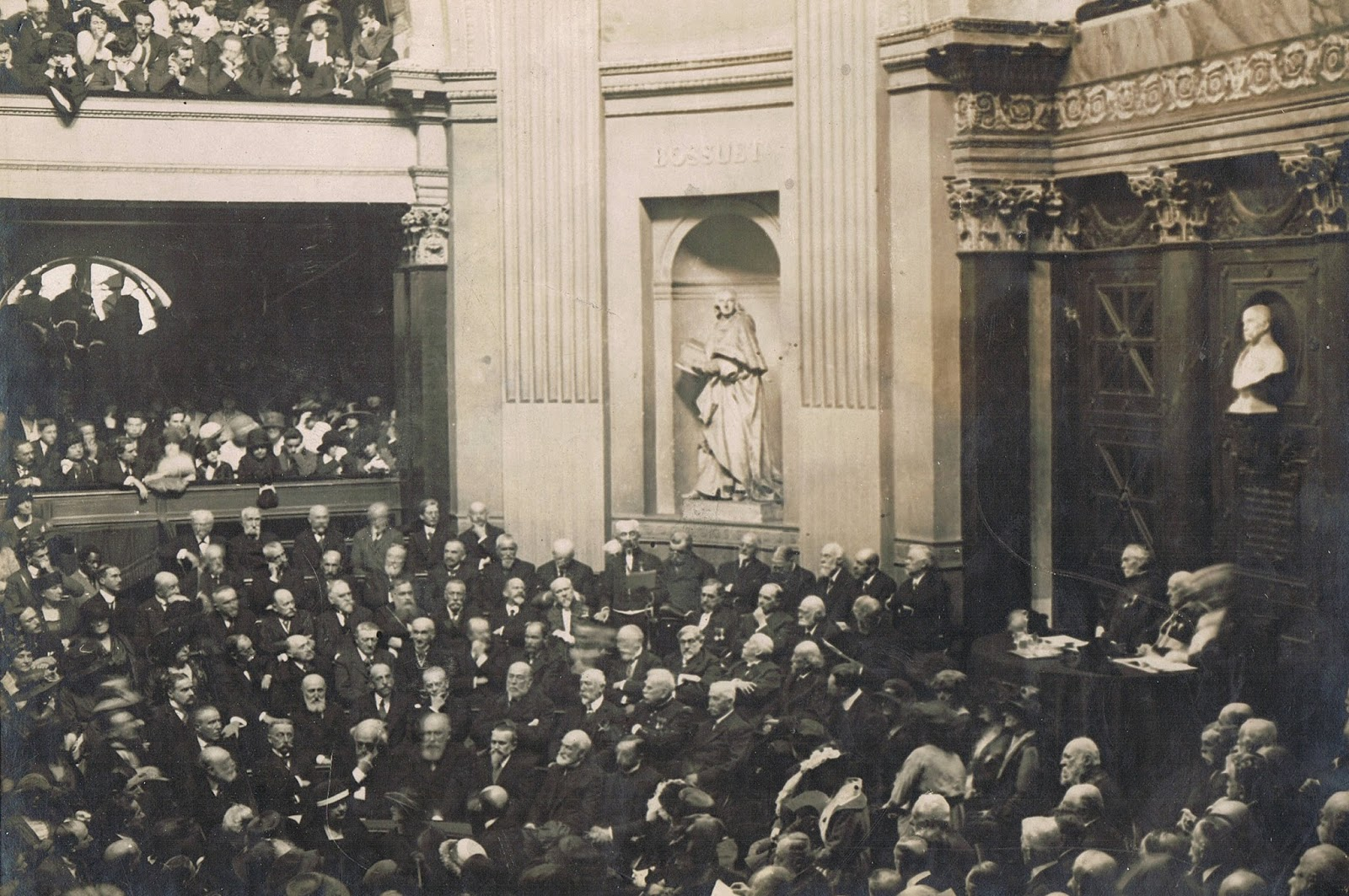
L'historien Louis Duchesne recevant Hubert Lyautey sous la coupole en 1920.

L’Académie française se compose de 40 membres élus par leurs pairs. Depuis sa fondation, elle a reçu en son sein plus de 700 membres (733 en 2019). Elle rassemble des poètes, des romanciers, des dramaturges, des philosophes, des historiens, des médecins, des scientifiques, des ethnologues, des critiques d’art, des militaires, des hommes d’État et des hommes d’Église.

### Origine des 40 fauteuils
En 1639, les académiciens passent de 39 à 40 fauteuils[réf. nécessaire].
L'origine des fauteuils de l'Académie française est racontée ainsi par l'académicien Charles Pinot Duclos :

« Il n'y avait anciennement dans l'Académie qu'un fauteuil, qui était la place du directeur. Tous les autres académiciens, de quelque rang qu'ils fussent, n'avaient que des chaises. Le cardinal d'Estrées, étant devenu très infirme, chercha un adoucissement à son état dans l'assiduité à nos assemblées : nous voyons souvent ceux que l'âge, les disgrâces, ou le dégoût des grandeurs forcent à y renoncer, venir parmi nous se consoler ou se désabuser. Le cardinal demanda qu'il lui fût permis de faire apporter un siège plus commode qu'une chaise. On en rendit compte au roi Louis XIV, qui, prévoyant les conséquences d'une telle distinction, ordonna à l'intendant du garde-meubles de faire porter quarante fauteuils à l'Académie, et confirma, par là et pour toujours, l'égalité académique. La compagnie ne pouvait moins attendre d'un roi qui avait voulu s'en déclarer le protecteur. »

### Répartition des fauteuils et clans internes
Alphonse Daudet, dans L'Immortel, propose une répartition des membres de l'Académie française en trois clans : « C’est ainsi que, dans l’intimité des bureaux, se subdivise l’Académie française. Les ducs, ce sont tous les gens de noblesse et l’épiscopat ; les Petdeloup comprennent les professeurs et savants divers ; par cabotins, on entend les avocats, hommes de théâtre, journalistes, romanciers. »

### Statistiques
La première femme élue à l'Académie française est Marguerite Yourcenar, en 1980. Elle est suivie par Jacqueline de Romilly en 1988 et Hélène Carrère d'Encausse en 1990, qui est secrétaire perpétuel de l'institution,, puis par d'autres. En 2019, l’académie compte cinq femmes.
Le premier homme noir élu est Léopold Sédar Senghor, en 1983. Il est suivi par Dany Laferrière en 2015.
Une restriction des candidatures sur la base de titres a été envisagée en 1905 ainsi qu'en 1958 pour contrevenir à l'élection de Paul Morand, qui n'a pas abouti.
La nationalité française n'est pas formellement une obligation pour être élu à l'Académie, rien n'étant prévu à ce sujet dans le règlement de l'institution. Toutefois, cet argument a été avancé contre plusieurs candidatures, dont Jorge Semprún,,. Maurice Maeterlinck souhaite présenter sa candidature en 1910, mais il ne peut pas en raison de sa nationalité belge. Plusieurs académiciens sont ainsi originaires d'autres pays que la France. Si la plupart d'entre eux ont été naturalisés avant leur élection — comme José-Maria de Heredia, Joseph Kessel ou Eugène Ionesco —, certains ont été élus avec une autre nationalité — comme Julien Green qui a été le premier non-Français élu, en 1972. Peu de temps avant son élection en 1980, Marguerite Yourcenar, devenue citoyenne des États-Unis en 1947, avait repris la nationalité française. Des académiciens français sont également nés dans un pays étranger, sans en avoir la nationalité — comme Valéry Giscard d'Estaing, né en 1926 en Allemagne.
L'âge moyen d'entrée à l'Académie, d'après les calculs du démographe Jacques Véron, était de 44 ans entre 1635 et 1757, de 50 ans pour les promotions de 1758 à 1878 et de 60 ans pour les promotions de 1880 à 1983. L'âge moyen d'entrée des 19 académiciens élus entre 2005 et mars 2016 est de 68 ans. Depuis 2010, l'âge limite d'entrée à l'Académie est de 75 ans à la date du dépôt de la candidature, mais une exception a été faite pour Mario Vargas Llosa.

### Membres actuels
| Fauteuil | Membre                | Nationalité        | Date d'élection  | Réception        | Réception | Réception                       |
| Fauteuil | Membre                | Nationalité        | Date d'élection  | Date             | Discours  | Réponse                         |
| -------- | --------------------- | ------------------ | ---------------- | ---------------- | --------- | ------------------------------- |
| 1        | Claude Dagens         | France             | 17 avril 2008    | 14 mai 2009      | [*]       | Florence Delay : [*]            |
| 2        | Dany Laferrière       | Canada Haïti       | 12 décembre 2013 | 28 mai 2015      | [*]       | Amin Maalouf : [*]              |
| 3        | Vacant                |                    |                  |                  |           |                                 |
| 4        | Jean-Luc Marion       | France             | 6 novembre 2008  | 21 janvier 2010  | [*]       | Claude Dagens : [*]             |
| 5        | Andreï Makine         | France Russie      | 3 mars 2016      | 15 décembre 2016 | [*]       | Dominique Fernandez : [*]       |
| 6        | Christian Jambet      | France             | 8 février 2024   | 6 février 2025   | [*]       | Jean-Luc Marion : [*]           |
| 7        | Jules Hoffmann        | France             | 1er mars 2012    | 30 mai 2013      | [*]       | Yves Pouliquen : [*]            |
| 8        | Daniel Rondeau        | France             | 6 juin 2019      | 4 novembre 2021  | [*]       | Danièle Sallenave : [*]         |
| 9        | Patrick Grainville    | France             | 8 mars 2018      | 21 février 2019  | [*]       | Dominique Bona : [*]            |
| 10       | Vacance non déclarée  |                    |                  |                  |           |                                 |
| 11       | Vacance non déclarée  |                    |                  |                  |           |                                 |
| 12       | Chantal Thomas        | France             | 28 janvier 2021  | 16 juin 2022     | [*]       | Dany Laferrière : [*]           |
| 13       | Maurizio Serra        | Italie             | 9 janvier 2020   | 31 mars 2022     | [*]       | Xavier Darcos : [*]             |
| 14       | Vacance non déclarée  |                    |                  |                  |           |                                 |
| 15       | Frédéric Vitoux       | France             | 13 décembre 2001 | 27 mars 2003     | [*]       | Michel Déon : [*]               |
| 16       | Raphaël Gaillard      | France             | 25 avril 2024    | 22 mai 2025      | [*]       | Pascal Ory : [*]                |
| 17       | Erik Orsenna          | France             | 28 mai 1998      | 17 juin 1999     | [*]       | Bertrand Poirot-Delpech : [*]   |
| 18       | Vacance non déclarée  |                    |                  |                  |           |                                 |
| 19       | Sylviane Agacinski    | France             | 1er juin 2023    | 14 mars 2024     | [*]       | Marc Lambron : [*]              |
| 20       | Vacance non déclarée  |                    |                  |                  |           |                                 |
| 21       | Alain Finkielkraut    | France             | 10 avril 2014    | 28 janvier 2016  | [*]       | Pierre Nora : [*]               |
| 22       | Alain Aspect          | France             | 26 juin 2025     |                  |           |                                 |
| 23       | Pierre Rosenberg      | France             | 7 décembre 1995  | 14 novembre 1996 | [*]       | José Cabanis : [*]              |
| 24       | François Sureau       | France             | 15 octobre 2020  | 3 mars 2022      | [*]       | Michel Zink : [*]               |
| 25       | Dominique Fernandez   | France             | 8 mars 2007      | 13 décembre 2007 | [*]       | Pierre-Jean Remy : [*]          |
| 26       | Jean-Marie Rouart     | France             | 18 décembre 1997 | 12 novembre 1998 | [*]       | Hélène Carrère d'Encausse : [*] |
| 27       | Vacance non déclarée  |                    |                  |                  |           |                                 |
| 28       | Jean-Christophe Rufin | France             | 19 juin 2008     | 12 novembre 2009 | [*]       | Yves Pouliquen : [*]            |
| 29       | Amin Maalouf          | France Liban       | 23 juin 2011     | 14 juin 2012     | [*]       | Jean-Christophe Rufin : [*]     |
| 30       | Danièle Sallenave     | France             | 7 avril 2011     | 29 mars 2012     | [*]       | Dominique Fernandez : [*]       |
| 31       | Michael Edwards       | France Royaume-Uni | 21 février 2013  | 22 mai 2014      | [*]       | Frédéric Vitoux : [*]           |
| 32       | Pascal Ory            | France             | 4 mars 2021      | 20 octobre 2022  | [*]       | Erik Orsenna : [*]              |
| 33       | Dominique Bona        | France             | 18 avril 2013    | 23 octobre 2014  | [*]       | Jean-Christophe Rufin : [*]     |
| 34       | François Cheng        | France             | 13 juin 2002     | 19 juin 2003     | [*]       | Pierre-Jean Remy : [*]          |
| 35       | Antoine Compagnon     | Belgique France    | 17 février 2022  | 11 mai 2023      | [*]       | Pierre Nora : [*]               |
| 36       | Barbara Cassin        | France             | 3 mai 2018       | 17 octobre 2019  | [*]       | Jean-Luc Marion : [*]           |
| 37       | Michel Zink           | France             | 14 décembre 2017 | 18 octobre 2018  | [*]       | Michael Edwards : [*]           |
| 38       | Marc Lambron          | France             | 26 juin 2014     | 14 avril 2016    | [*]       | Erik Orsenna : [*]              |
| 39       | Jean Clair            | France             | 22 mai 2008      | 18 juin 2009     | [*]       | Marc Fumaroli : [*]             |
| 40       | Xavier Darcos         | France             | 13 juin 2013     | 12 février 2015  | [*]       | Jean-Loup Dabadie : [*]         |

### Nombre effectif des académiciens
Le nombre de 40 académiciens n’a été atteint que cinq ans après la création de l’Académie, avec l’élection de Daniel de Priézac le 14 février 1639.
Jusqu’à la fin de la première moitié du XIXe siècle, l’effectif de l’Académie française était souvent complet, chaque décès étant rapidement suivi par une élection et le nouvel académicien était rapidement reçu.
Depuis, les délais d’élection et de réception se sont considérablement allongés. Un délai dit de décence a été instauré selon les modalités suivantes : « La vacance d’un fauteuil — déclarée jadis dans la séance qui suivait la mort d’un académicien — l’est désormais au terme d’un délai de décence de plusieurs mois. Ce délai, fixé par l’Académie sur proposition du Secrétaire perpétuel, ne peut excéder une année, sauf dans des cas particuliers admis par l’usage pour des membres de l’Académie ayant exercé des charges spécifiques (Secrétaire perpétuel, doyens). » Après la déclaration de vacance, vient l'élection : « L’Académie procède à l’élection dans les trois mois qui suivent la déclaration de vacance. » En pratique, ces délais ne sont pas respectés et il s'écoule environ trois ans entre le décès et l'élection d'un nouvel académicien,.
Il se passe aujourd’hui environ un an entre un décès et une élection, et encore un an entre l’élection et la réception[réf. nécessaire], de sorte que le chiffre de 40 académiciens est peu souvent atteint. L'Académie est au complet pour la dernière fois du 26 juin 2014 (élection de Marc Lambron) au 7 février 2015 (décès d'Assia Djebar).
Mais si l’on ne tient compte que des académiciens reçus, et non pas seulement élus, alors l’Académie n’a été complète que pendant 24 jours au cours du XXe siècle, et ne l’a encore jamais été au XXIe siècle. Les périodes où l’Académie était complète ont été :
- du 23 février au 1er mars 1905 (entre la réception d’Émile Gebhart et la mort d’Eugène Guillaume), soit 6 jours ;
- du 10 au 28 mars 1994 (entre la réception du cardinal Albert Decourtray et la mort d'Eugène Ionesco), soit 18 jours.

Si l’on ne tenait pas compte de l’exclusion de facto de Charles Maurras et Philippe Pétain pour cause de condamnation à l'indignité nationale, alors il y aurait eu deux autres périodes pendant lesquelles l’Académie aurait été au complet :
- du 13 novembre 1947 au 22 août 1949 (entre la réception de Maurice Genevoix et la mort d’Edmond Jaloux), soit 1 an, 9 mois et 9 jours ;
- du 22 juin 1950 au 8 avril 1952 (entre la réception de Jean-Louis Vaudoyer et la mort de Jean Tharaud), soit 1 an, 9 mois et 17 jours.

Le nombre d'académiciens élus a été au plus bas avec 28 membres du 12 avril au 11 octobre 1944. Le nombre d'académiciens reçus a été au plus bas avec 26 membres du 31 mars au 30 mai 1945,.

### Le «41efauteuil»
L’expression 41e fauteuil a été forgée en 1855 par l’écrivain Arsène Houssaye, lui-même candidat malheureux, pour désigner les auteurs qui n'ont jamais siégé à l'Académie, malgré leur notoriété ou leurs qualités généralement reconnues, tels Descartes, Molière, Pascal, La Rochefoucauld, Rousseau, Diderot, Beaumarchais, André Chénier, Balzac, Dumas père, Gautier, Flaubert, Stendhal, Nerval, Maupassant, Baudelaire, Zola, ou Daudet.
Certains ne songèrent pas à introduire une candidature, tels Giraudoux ou Larbaud. D’autres sont décédés avant leur élection probable : Apollinaire, Proust ou Péguy.

### Refus de se présenter
De nombreux écrivains, intellectuels ou scientifiques ont décliné l'invitation à se présenter à l'élection parmi les « immortels ». Sollicité par François Mauriac en 1950, Marcel Aymé lui répond ainsi :

« Je vous suis très reconnaissant d'avoir pensé à moi pour le Quai de Conti […]. Avec beaucoup d'émoi, je réponds à votre « clin d'œil » qui me rend très fier. Pourtant, je dois vous dire que je ne me sens pas l'étoffe d'un académicien. En tant qu'écrivain, j'ai toujours vécu très seul, à l'écart de mes confrères mais pas du tout par orgueil, bien au contraire, plutôt par timidité et indolence aussi. Que deviendrais-je si je me trouvais dans un groupe de quarante écrivains ? J'en perdrais la tête et à coup sûr, je n'arriverais pas à lire mon discours. Ainsi feriez-vous une piètre acquisition. »

De même Georges Bernanos refusa que l'on pût seulement lui proposer d'y entrer, car, écrit-il, s'il n'en était déjà dégoûté, la présence au sein de l'Académie « d'un vieil imposteur comme Claudel-Turelure » l'en éloignerait. De Bernanos, on cite souvent la phrase : « Quand je n'aurai plus qu'une paire de fesses pour penser, j'irai l'asseoir à l'Académie ».
Certains, délibérément hostiles à l'Académie et rejetant par principe ce qu’on nomme académisme, ont refusé les avances qui leur étaient faites. Ce fut le cas notamment de Stendhal, Gustave Flaubert, Alphonse Daudet, André Gide, Roger Martin du Gard, Jacques Monod et Françoise Sagan[réf. souhaitée].
Approchés, plusieurs hommes de lettres contemporains dont Daniel Pennac, Jean Echenoz, Simon Leys, J. M. G. Le Clézio, Patrick Modiano, Milan Kundera, Pascal Quignard ou Tonino Benacquista déclinèrent la proposition de se présenter[réf. souhaitée].

## Prises de position

### Langues régionales
Fidèle à sa mission originale d'établissement des normes de la langue officielle, l'Académie française s'oppose à ce qu'il soit fait mention des langues régionales dans la Constitution française, selon une déclaration rendue publique le 12 juin 2008. En effet, selon les académiciens, cette mention amènerait la France à pouvoir ratifier la Charte européenne des langues régionales ou minoritaires, ce qu'elle ne souhaite pas.

### Rectifications de l’orthographe

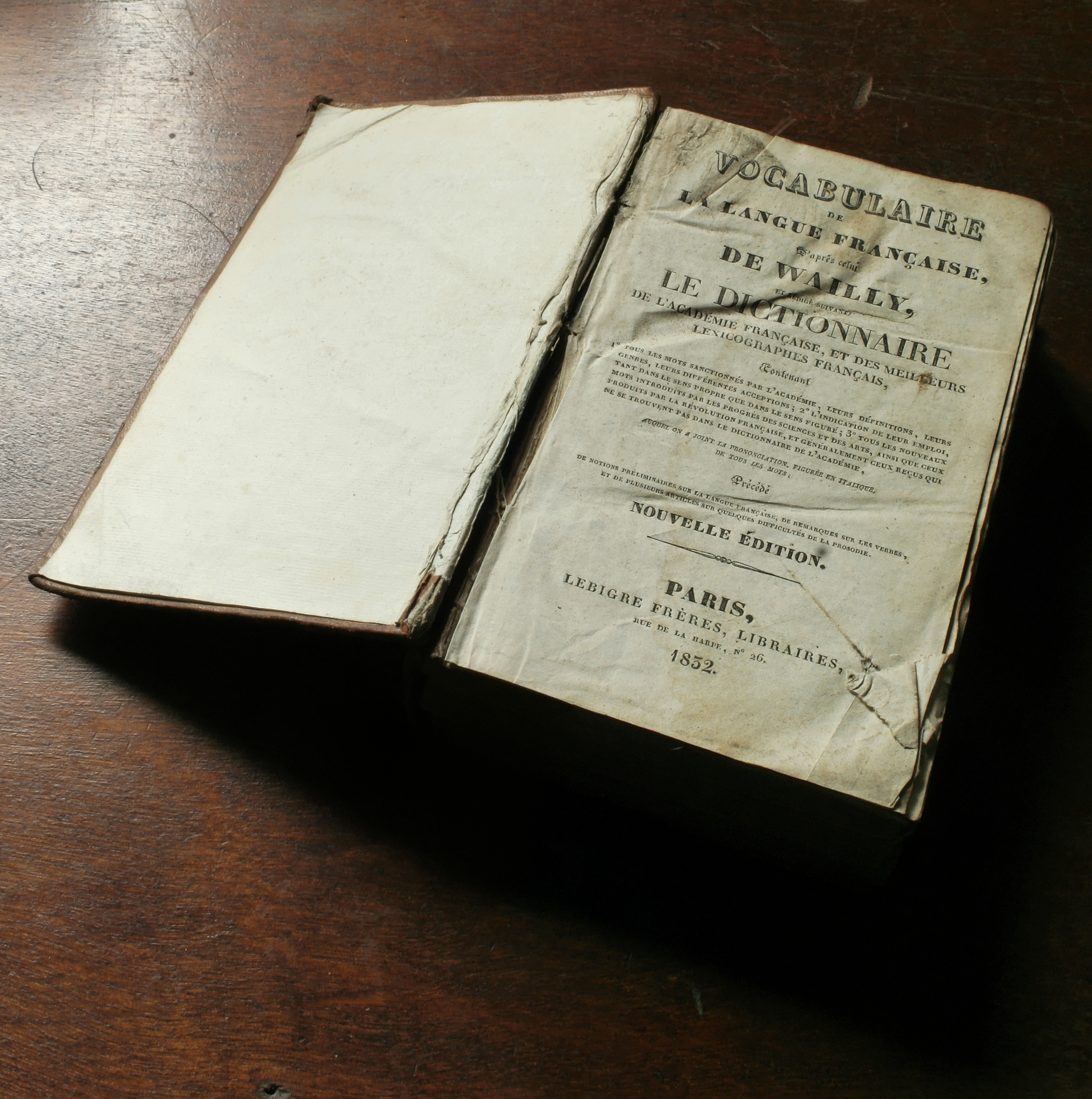
Vocabulaire de l'académie, 1832.

Dans son discours du 24 octobre 1989, le Premier ministre Michel Rocard a proposé à la réflexion du Conseil supérieur de la langue française cinq points précis concernant l’orthographe :
- le trait d’union ;
- le pluriel des mots composés ;
- l’accent circonflexe ;
- le participe passé des verbes pronominaux ;
- diverses anomalies.

C’est sur ces cinq points qu'ont porté les propositions de l'Académie française. Elles ne visent pas seulement l’orthographe du vocabulaire existant, mais aussi et surtout celle du vocabulaire à naître, en particulier dans les sciences et les techniques.
Présentées par le Conseil supérieur de la langue française, ces rectifications ont reçu un avis favorable de l’Académie française à l’unanimité, ainsi que l’accord du Conseil de la langue française du Québec et celui du Conseil de la langue de la Communauté française de Belgique.
Elles ont été publiées au Journal officiel du 6 décembre 1990. Ces rectifications, modérées dans leur teneur et dans leur étendue, se résument ainsi :
- le trait d’union : un certain nombre de mots remplaceront le trait d’union par la soudure (exemple : portemanteau comme portefeuille) ;
- le pluriel des mots composés : les mots composés du type pèse-lettre suivront au pluriel la règle des mots simples (des pèse-lettres) ;
- l’accent circonflexe : il ne sera plus obligatoire sur les lettres i et u, sauf dans les terminaisons verbales et dans quelques mots où sa présence est essentielle pour distinguer un homonyme (exemples : qu’il fût, mûr) ;
- le participe passé : il sera invariable dans le cas de laisser suivi d’un infinitif (exemple : elle s’est laissé mourir) ;
- les anomalies :
  - mots empruntés : pour l’accentuation et le pluriel, les mots empruntés suivront les règles des mots français (exemple : un imprésario, des imprésarios) ;
  - séries désaccordées : des graphies seront rendues conformes aux règles de l’écriture du français (exemple : douçâtre), ou à la cohérence d’une série précise (exemples : boursouffler comme souffler, charriot comme charrette).

La dernière autorité s'avère en fin de compte l'usage : menée par quelques défenseurs inattendus dont François Cavanna et Delfeil de Ton, ordinairement peu enclins à soutenir l'ordre établi, la réforme de 1990 (rectification d'anomalies orthographiques, suppressions de certains accents circonflexes, francisation des noms d'origine étrangère, etc.) fut fortement contestée et l'Académie, tout en indiquant que les modifications proposées possédaient une logique, réaffirma la nécessité de laisser l'usage seul trancher.

### Féminisation des noms de métiers
L'Académie a longtemps été opposée à la féminisation des noms de métiers.
En 1891, la romancière Marie-Louise Gagneur demande à l'Académie française de féminiser les termes écrivain et auteur. Charles de Mazade répond alors : « La carrière d’écrivain n’est pas celle de la femme » selon Le Matin, tandis que Leconte de Lisle indique que « autrice ou auteuse [...] déchire absolument les oreilles ».
En 2014, elle considérait, par exemple, des mots formés par l'adjonction de -e à des mots en -eur comme des barbarismes.
À la demande de la Cour de cassation en avril 2017, elle promet de réfléchir à cette féminisation,. En 2019, ses positions sont plus nuancées, elle affirme qu'« il convient de laisser aux pratiques qui assurent la vitalité de la langue le soin de trancher : elles seules peuvent conférer à des appellations nouvelles la légitimité dont elles manquaient à l’origine ».

## Critiques et polémiques
L'Académie française fait l'objet de critiques depuis sa création tenant tout à la fois à ses positions conservatrices, son mode de fonctionnement et de recrutement, sa légitimité ou encore son expertise.

### Critiques concernant sa mission à propos de la langue française

#### Dictionnaires et grammaire
Son premier dictionnaire est critiqué pour sa lenteur de rédaction : il faut attendre 1694 pour le voir paraître alors que l'institution a été créée en 1635. Tranchant dans les débats de l'époque, l'Académie opte pour une « orthographe ancienne » (c'est-à-dire à tendance étymologique) en ce qu'elle « distingue les gens de lettres d’avec les ignorants et les simples femmes »,.
Avant la parution de la première édition, Antoine Furetière, académicien avant d'être exclu par ses pairs, se vengera de son éviction en décrivant au vitriol les modalités de travail de la commission du dictionnaire :

« Chacun pointille sur chaque article, et le juge bon ou mauvais selon sa connaissance ou son caprice ; très souvent on le réforme au pis, ou on ne fait que changer peu de chose dans l'expression. Mais cela se fait avec tant de bruit et de confusion, que les plus sages se taisent, et que l'avis des plus violents l'emporte. Celui qui crie le plus haut, c'est celui qui a raison(…). Quand un Bureau est composé de cinq ou six personnes, il y en a un qui lit, un qui opine, deux qui causent, un qui dort et un qui s'amuse à lire quelque dictionnaire qui est sur la table »

L'Académie n'a publiée qu'une seule Grammaire en 1932. Ayant fait l'objet de vives critiques, notamment de la part du linguiste Ferdinand Brunot, l'institution n'en a plus rédigé d'autres depuis.
Lors de la publication de la neuvième édition du dictionnaire en novembre 2024, le linguiste Médéric Gasquet-Cyrus (membre du collectif des linguistes atterrées) le qualifie d'obsolète du fait de l'absence de termes du quotidien et de termes féminins équivalents de ceux masculin, bien que la féminisation de certains noms de métiers fassent leur apparition,,. La Ligue des droits de l'homme demande à cette occasion que plusieurs définitions soient corrigées, telles que « race », « négrillon » ou « négroïde », qui ne précisent pas leur caractère péjoratif ou discriminant, « femme », qui cantonne selon elle les femmes à leur caractère reproductif, ou « hétérosexualité », définie comme « naturelle », impliquant selon l'association « que l’homosexualité ne l’est pas ».

#### Mise en cause de sa légitimité
Il existe une longue tradition de critique à l'égard de l'institution, souvent portée par des membres du 41e fauteuil. L'un des pamphlets les plus vitriolés contre l'Académie française est « L'Académie sans candidats » de Barbey d'Aurevilly, écrit en 1873.
L'Académie est critiquée, en France comme à l'étranger, pour son manque de compétence linguistique (elle n’a plus eu aucun membre linguiste depuis la mort de Gaston Paris en 1903). Elle « ne compte aucun linguiste, ni agrégé de grammaire, ni historien ou historienne de la langue, et il lui aura fallu 296 ans même pour produire une première grammaire qui sera décriée et vite oubliée. »
Jean-Pol Caput expose son avis sur les causes de la défiance vis-à-vis de celle-ci : « Du fait des lois de J. Ferry, l'opinion publique se sent tout entière concernée par les problèmes linguistiques, tandis que l'État, c'est-à-dire à la fois le ministère de l'Éducation et les universitaires, distend ses liens avec l'Académie qui voit ainsi son rôle actif se restreindre; la centralisation administrative accroît la dimension du phénomène, et les groupes de pression font le reste. De là le discrédit du Dictionnaire — qui conserve sa valeur de référence pourtant —, l'affaire de la Grammaire et les conflits liés à la question de l'orthographe. »
On lui reproche également un manque de représentativité au sein des communautés francophones,,.
L'académie dément être une institution normative, mais plutôt le « greffier de l'usage »,. Marc Wilmet, linguiste belge et membre de l'Académie royale de langue et de littérature françaises de Belgique, estime néanmoins qu'à partir du moment où les usages non normés sont délégitimés par les locuteurs et institutions qui se réfèrent à l'Académie, ils sont conditionnés de fait par celle-ci. À titre d’exemple, en 2020, quand le monde francophone parle unanimement du Covid au masculin, l’Académie fait valoir qu’il serait « préférable » de dire « la Covid ».
Dans un entretien donné en septembre 2017 à la revue socialiste Ballast, Maria Candea, professeur de sociolinguistique à l'université Sorbonne Nouvelle et co-autrice du livre L'Académie contre la langue française, ne reconnaît aux académiciens ni légitimité, ni compétence linguistique. En novembre 2017, la même revue publie une tribune signée par 77 linguistes intitulée « Que l’Académie tienne sa langue, pas la nôtre », remettant en cause la légitimité des avis de l’Académie sur la langue, et en particulier son texte décrivant l'écriture inclusive comme un « péril mortel », qualifié de « désinformation ». La tribune affirme que la langue doit devenir « un objet de réflexion collective » et que le débat doit être ouvert à tous les locuteurs et non à la seule Académie,,. Celle-ci, par ailleurs, d'après les notices biographiques de ses membres, publiées sur son site, ne compte, en juin 2024, qu'un seul membre titulaire d'un diplôme de philologie. Il s'agit paradoxalement d'Andreï Makine, qui n'est pas né Français mais Russe[source secondaire souhaitée].

### Critiques concernant son organisation et son fonctionnement

#### Fonctionnement financier opaque
Un rapport de la Cour des comptes en 1999, faisant suite à un précédent rapport de 1992, critique plusieurs points, dont le manque de transparence des comptes de l'Institut et les insuffisances du contrôle interne. Il établit le portefeuille des valeurs mobilières et de liquidités de l'Institut et des académies à la fin du mois de juin 1999 à 1,35 milliard de francs en valeur liquidative.
Un autre rapport de la Cour des comptes en 2015 pointe une « gestion du patrimoine peu rigoureuse » et un « fonctionnement interne marqué par des dérives », de même qu'une enquête publiée en 2014 par le journaliste Daniel Garcia,, mise à jour en 2016. La Cour des comptes signale une politique salariale « opaque » et « non encadrée », un riche patrimoine (le château et la forêt de Chantilly, le musée Jacquemart-André et le musée Marmottan à Paris, la maison et les jardins de Claude Monet à Giverny, la villa Kérylos et la villa Ephrussi de Rothschild sur la Côte d’Azur, le château de Langeais, l’abbaye de Chaalis, la galerie Vivienne à Paris, composée de trente boutiques de luxe en rez-de-chaussée et deux cents appartements dans les étages, La Mer de Sable et de nombreux immeubles anonymes), plus de 10 000 m2 de locaux habitables gérés selon son bon vouloir. Son patrimoine dormant est estimé à plus 1,1 milliard d’euros par Daniel Garcia.
La Cour des comptes résume ainsi son accusation à l'endroit de l'Institut de France et de ses académies :

« Si la convention qui couvre les années 2012 et 2013 fait allusion de manière extrêmement sommaire aux missions des six institutions bénéficiaires de l’aide ministérielle, aucun objectif n’est assigné en contrepartie des sommes allouées et les engagements exigés sont pour le moins minimalistes, l’Institut de France et les académies s’engageant pour l’essentiel à poursuivre l’amélioration de leur gestion conformément aux observations de la Cour. Aucun indicateur de performance n’est proposé pour juger de la mise en œuvre de la convention, laquelle est loin de présenter les caractéristiques d’un contrat d’objectifs et de performance, comme ceux qui lient l’État à ses opérateurs, qualité que l’Institut et les académies ont perdue en 2011. »

L'Institut de France réagit face aux révélations de Daniel Garcia par l'expression de sa volonté de porter plainte pour diffamation. Un procès a bien lieu par la suite,.

#### Élections contestées

##### Élection de Valéry Giscard d'Estaing
L’annonce de la candidature de Valéry Giscard d'Estaing en 2003 suscite une opposition de Maurice Druon et de plusieurs membres de l’académie, parmi lesquels Angelo Rinaldi, Erik Orsenna et Pierre Messmer. Druon écrit un article virulent dans Le Figaro littéraire, où il souligne que jamais un ancien protecteur de l'académie n'a osé être candidat sous la coupole, et estime que la politique ne doit pas envahir l'institution, que les gaullistes n'ont toujours pas digéré l'attitude de Giscard d'Estaing lors du référendum de 1969, et qu'il n'est pas un écrivain. Giscard d’Estaing est néanmoins élu dès le premier tour, avec 19 voix sur 34,.

##### Élection d'Alain Finkielkraut
L'élection d'Alain Finkielkraut en 2014 divise les académiciens et soulève l'opposition de huit d'entre eux[pourquoi ?], qui barrent leur bulletin d'une croix. Il est cependant élu dès le premier tour par 16 voix sur 28 et 8 bulletins barrés, signe de désaveu rare,. Il succède à Félicien Marceau, dont l'élection a provoqué la démission d'un autre académicien, Pierre Emmanuel, qui entendait protester contre l'arrivée de cet écrivain sur lequel avaient pesé des soupçons de collaboration avec l'occupant allemand dans les dernières années de la guerre dans son pays d'origine, la Belgique. Condamné par contumace en Belgique en 1946, sa condamnation était estimée injustifiée par le général de Gaulle, qui lui a donc accordé la nationalité française en 1959.

##### Élection de Mario Vargas Llosa
L'élection de Mario Vargas Llosa en 2021 a soulevé des polémiques en raison du soutien du nouvel académicien vis-à-vis de l'extrême-droite chilienne de José Antonio Kast,. En outre, on lui a reproché son soutien à la droite populiste de Keiko Fujimori et son évasion fiscale dans l'affaire des Pandora Papers, tout en soulignant qu'il dépassait l'âge limite de 75 ans fixé par l'Académie française. Il est l'académicien qui a le plus grand âge au moment de son élection après Georges Vedel, élu à 87 ans en 1998, les suivants étant à 82 ans Jean-Baptiste Biot, élu en 1856, Fernand Gregh, élu en 1952, Fernand Braudel, élu en 1984 et Pierre Messmer, élu en 1999, et à 81 ans le pasteur Marc Boegner, élu en 1962, et Henri Gouhier, élu en 1979,,.

## Dans la culture

### Littérature
- La Comédie des Académistes[N 24] de Charles de Saint-Évremond est une pièce comique et satirique écrite en 1637-1638 et parue en 1650, soit écrite trois ans après l'officialisation de l'Académie par Richelieu[156].
- Alexis Piron, élu mais jamais reçu au sein de la Compagnie, a écrit plusieurs épigrammes contre celle-ci[157], dont l'épigramme suivante :

- Voltaire, à propos de l'élection de l'abbé Claude-Henri de Fusée de Voisenon en 1762, écrit un distique : « Voici donc élu Voisenon / Faut-il que l'on pavoise ? Non ! »[158]
- Gérard de Nerval, à 17 ans, produit la comédie satirique L'Académie ou les membres introuvables (1826)[159].
- Évariste Boulay-Paty a écrit une ode à l'Académie française en 1827[160].
- Honoré de Balzac aiguise sa plume pour une pique contre l'Académie dans Louis Lambert (1832)[161].
- En janvier 1834, soit quatre ans après la bataille d'Hernani, Victor Hugo écrit sa réponse à l'acte d'accusation dans laquelle il dit avoir « mis un bonnet rouge au vieux dictionnaire »[162].
- Dans Les Quarante Médaillons de l'Académie (1864), Jules Barbey d'Aurevilly dépeint avec hargne l'Académie telle qu'elle était en 1863[163].
- Arthur Rimbaud, dans sa lettre à Paul Demeny du 15 mai 1871, dite Lettre du Voyant, écrit : « - Du reste, toute parole étant idée, le temps d’un langage universel viendra ! Il faut être académicien, - plus mort qu’un fossile - pour parfaire un dictionnaire, de quelque langue que ce soit[164]. »
- Jules Barbey d'Aurevilly publie, le 19 mai 1873, dans le journal Le Gaulois, un brocard à charge contre l'Académie française intitulé « L’Académie sans candidats », dans lequel il charrie la Compagnie de ne pas trouver de candidats et de devoir bientôt chercher à défaut de candidats des candidates[165].
- Le premier roman d'Anatole France, qui lui a apporté une certaine reconnaissance comme romancier, Le Crime de Sylvestre Bonnard (1881), retrace la vie du membre de l'Institut.
- Guy de Maupassant publie un texte Les Académies dans la revue Gil Blas du 22 décembre 1884.
- L'Immortel (1888) d'Alphonse Daudet est une nouvelle relatant les manigances électorales d'Émile Zola pour se faire recevoir à l'Académie française.
- Anatole France consacre aux académiciens le XIIIe chapitre des Opinions de M. Jérôme Coignard (1893). Celui-ci aborde avec humour la préférence accordée par les académies à des « compagnons plaisants, faciles, gracieux, des confrères aimables, des hommes entendus et sachant le monde » plutôt qu'à de « grands talents »[166].
- Le Roman d'un Académicien, histoire vraie du XVIIIe siècle (1896), de Mary Summer, évoque la vie d'un Immortel[167].
- À propos de la présence d'académiciens au premier acte (sc. 2) de Cyrano de Bergerac (1897) d'Edmond Rostand, voir ci-dessus « Immortalité ».
- Dans les mémoires posthumes (1887-1900) de Victor Hugo, un chapitre est dédié à l'Académie française[168]. Victor Hugo raconte qu'il a laissé un jour en guise de vote dans l'urne académique[169] :

- Dans les Souvenirs d'un auteur dramatique (1895) d'Henri Becque, il est écrit : « L'Académie devrait prendre garde avant de couronner, comme elle le fait, tous les profils littéraires et toutes les recherches psychologiques. Elle est beaucoup plus coupable qu'elle ne le croit. D'abord elle détourne de leur voie naturelle une quantité de bons esprits qui ne sont pas bons et qui n'ont pas d'esprit. En second lieu, l'Académie encourage tout un ordre de productions médiocres, précieuses, aigrelettes et qu'on pourrait appeler de la littérature stérile[170]. ». À propos de l'élection de Jules Claretie, il est dit que : « Le malheur de l'Académie est d'être un corps inutile qui ne confère qu'un titre inutile et que la vanité seule fait rechercher. L'Académie a encore cela contre elle qu'on y entre en général tard, avec des travaux passés de mode et des idées déjà arriérées. »
- Dans le roman Le Fauteuil hanté (1909) de Gaston Leroux, les occupants successifs d'un même fauteuil meurent dans des circonstances mystérieuses.
- La pièce L'Habit vert (1912) de Flers et Caillavet, où se brigue un fauteuil d'académicien sur fond d'histoire galante.
- Dans son Dictionnaire des idées reçues (œuvre posthume publiée en 1913), Gustave Flaubert mentionne à trois reprises l'Académie française. Il lui donne pour définition : « La dénigrer, mais tâcher d’en faire partie si on peut. », et à l'entrée Fossiles : « Preuve du déluge. — Plaisanterie de bon goût, en parlant d’un académicien. ». Il mentionne une incongruité cocasse du discours de réception d'Eugène Scribe sur Molière[171].
- André Suarès évoque dans ses Remarques (1917-1918) à plusieurs reprises l'Académie et l'Institut : « Aussi original qu’une feuille de chou, il est de l’Académie française, en vertu de sa médiocrité même. »[172], par exemple, ou « Les balayeurs de rues recevront cent roubles par jour, et les membres de l’Institut douze copecs : c’est bien tout ce qu’ils valent. À quoi servent-ils ? »[173].
- Anatole France parle de l'Académie dans le chapitre XIII intitulé « Comment je devins académicien » dans La Vie en fleur (1923), où il raconte ses souvenirs de jeunesse[174].
- Léon Daudet publie, dans sa série de pamphlets Les Effondrements sociaux, Verts d'Académie et vers de presse (1930), à charge contre l'Académie.
- Edith Wharton évoque l'Académie dans A Backward Glance (1934) : « Si l'Académie française n'avait servi à rien d'autre qu'à établir un lien hautement civilisé entre le monde et les lettres, cette fonction aurait déjà justifié son existence. Mais c'est une illusion de penser qu'une telle institution puisse rendre le même service dans d'autres sociétés. La culture est, en France, une qualité éminemment sociale, tandis qu'on pourrait aussi bien dire qu'elle est antisociale dans les pays anglo-saxons. En France, où la politique divise brutalement les classes et les coteries, les intérêts artistiques et littéraires les unissent ; et, partout où deux ou trois Français cultivés se rencontrent, un salon de constitue aussitôt[175]. »
- André Maurois, dans ses chroniques Choses nues[N 25] (1963), consacre un chapitre satirique à l'Académie française.
- Eugène Ionesco fait paraître La Lacune en 1965[N 26]. La pièce est mise en scène par Jean-Louis Barrault en 1966 à l'Odéon. C'est l'histoire d'un académicien à qui il ne manquait qu'un seul honneur, celui d'avoir un baccalauréat[176].
- Jacques Isorni, avocat de Robert Brasillach et du maréchal Pétain, raconte dans La Fièvre verte (1975) sa campagne académique à l'Académie française[N 27].
- Élisabeth du Closel écrit La Tribu des hommes verts : Académie, mode d'emploi (1989) à l'attention des futurs candidats, qui recueille quelques témoignages des académiciens et caricatures sous forme de dessins[177].
- Jean Cau raconte dans Le Candidat, publié de façon posthume en 2007, sa candidature incongrue en 1989 au siège d'Edgar Faure[178],[179].
- Allen S. Weiss tente de reconstituer dans son ouvrage Le Livre bouffon, Baudelaire à l'Académie (2009) les deux mois de campagne académique de Charles Baudelaire en 1861-1862 jusqu'à son retrait de candidature[180].
- Nathalie Rheims publie en 2011, une semaine avant la réception de François Weyergans à l'Académie, Le Fantôme du fauteuil 32, roman faisant suite à celui de Gaston Leroux[176].
- Pauline Dreyfus, dans son roman Immortel, enfin (2012), fait le récit de la cinquième candidature, à l'issue favorable, de Paul Morand à l'Académie en 1968.
- Typhaine D publie dans la revue scientifique GLAD! (numéro Varia de juin 2019) un bref texte à propos de la sortie de l'Académie sur le « péril mortel » de la féminisation[181].

### Cinéma
- Académicien et Vagabond (1910) de Georges Monca.
- L'Habit vert (1937) est un film réalisé par Roger Richebé, adapté de la pièce éponyme de Flers et Caillavet.
- L'Habit vert (1957) est un téléfilm réalisé par Marcel Cravenne, adapté de la pièce éponyme de Flers et Caillavet.
- Dans le film L'Aile ou la Cuisse (1976) de Claude Zidi, Charles Duchemin, directeur d'un fameux guide gastronomique interprété par Louis de Funès, devient l'un des quarante Immortels.
- Mon beau-frère a tué ma sœur (1986) de Jacques Rouffio met en scène deux académiciens[N 28].
- Dans J'accuse (2019) de Roman Polanski, le réalisateur incarne un académicien[N 29].
- Des mains en or (2023) d'Isabelle Mergault présente un écrivain célèbre qui vient d'être élu académicien. Lors d'un dîner, il propose à ses convives de faire graver sur son épée la devise Nulla dies sine linea[N 30]. Commandeur de l'ordre des Arts et des Lettres, il essaye l'habit vert. Son discours de réception est lu dans un décor autre que le collège des Quatre-Nations.

### Musique
- Jean Chevrier et Jacques Simonot, dans leur album Le Beau Voyage de Ronsard à Prévert, ont mis en musique l'épigramme d'Alexis Piron « À l'Académie française »[182].
- L'auteur-compositeur-interprète Paul Villaz a enregistré un titre satirique « Académie française » sur son 33 tours (1966) dans lequel le personnage est le balayeur de l'Académie[183].
- L'auteur-compositeur-interprète Emmanuel Commenges a enregistré « Poète à l'Académie française » dans son album Maintenant = Poésie (2022)[184].

### Télévision
- Dans l'émission des Shadocks du 11 avril 1973, Gabriel Jabbour, dans le rôle d'un académicien, prononce le discours de réception des Shadocks à l'Académie[185].
- L'épisode du 1er décembre 1982 de La Minute nécessaire de monsieur Cyclopède réalisée par Jean-Louis Fournier et interprétée par Pierre Desproges, qui s'intitule « Jouons à pince-académicien », propose un jeu nouveau pour rentabiliser les académiciens[186].
- La série télévisée à sketches Palace (1988-1989), créée par Jean-Michel Ribes, inclut une comédie intitulée « Lorsqu'un académicien meurt au Palace, on oublie souvent qu'il s'agit d'un immortel d'où quelques tracas » (au sein de l'épisode 4/6 ou 9/9). L'académicien Henri Roquefort y est sur le point de mourir et cherche son « mot de la fin » destiné à la postérité.
- L'épisode « Entre guillemets » de l'émission comique Les Carnets de monsieur Manatane (1997-1998) présente Jean Manatane (joué par Benoît Poelvoorde), fraîchement élu académicien, qui doit parler du rire.
- Une mini-série humoristique sur la chaîne TV5 Monde présentée par Philippe Geluck et Jacques Mercier, jouant un académicien, et intitulée Monsieur Dictionnaire analyse différentes expressions françaises.
- Dans l'émission d'humour On n'demande qu'à en rire (2010-2014) du 28 février 2013, l'humoriste Paco, pour son 17e passage, a reçu pour sujet imposé « 5 fauteuils libres à l'Académie Française » dans lequel il joue un académicien accueillant les quatre membres du jury ainsi que Jérémy Michalak, animateur, à l'Académie. Il fait entrer trois mots ou expressions d'argot dans le dictionnaire. Enfin, en compagnie de Julie Rattez qui joue Simone Veil, il modernise la fable du Corbeau et du Renard (1668) de l'académicien Jean de La Fontaine.

### Radio
- Dans l'émission Le Tribunal des flagrants délires du 16 septembre 1982 accusant Jean d'Ormesson, Pierre Desproges évoque longuement l'Académie, dont il donne une étymologie fantaisiste[187].
- Dans l'émission Si tu écoutes, j'annule tout du 21 janvier 2016 sur France Inter, un sketch de fin d'émission avec l'académicien Dany Laferrière,Charline Vanhoenacker et Guillaume Meurice invente une visite de l'Académie par Pamela Anderson[188].
- Dans l'émission L'Essai et la revue du jour sur France Culture, Jacques Munier revient sur les anecdotes autour de l'Académie française, ainsi que sur l'ouvrage Coupole et dépendances: Enquête sur l'Académie française de Daniel Garcia[189].
- Dans l'émission Si tu écoutes, j'annule tout du 18 avril 2017 sur France Inter, un sketch de fin d'émission avec l'académicien Jean-Christophe Rufin, Charline Vanhoenacker (dans le rôle de Nabilla Vergara), Guillaume Meurice (Emmanuel Macron) et Alex Vizorek (Franck Ribéry) propose une audition de candidats improbables[190].
- Dans l'émission Si tu écoutes, j'annule tout du 2 novembre 2017 sur France Inter, un sketch de fin d'émission avec le linguiste Claude Hagège, Charline Vanhoenacker (dans le rôle de Valéry Giscard d'Estaing), Clara Dupont-Monod (Hélène Carrère d'Encausse), Guillaume Meurice (Alain Finkielkraut) et Alex Vizorek (Jean d'Ormesson ) met en scène le débat à l'Académie sur l'écriture inclusive[191].
- Dans l'émission Par Jupiter ! du 18 février 2019 sur France Inter, un sketch de fin d'émission avec les deux enseignants Arnaud Hoedt (dans le rôle d'Andreï Makine et Jérôme Piron (Valéry Giscard d'Estaing), Charline Vanhoenacker (Hélène Carrère d'Encausse), Guillaume Meurice (Alain Finkielkraut ) et Alex Vizorek (Luc Ferry) aborde la mise en ligne du dictionnaire de l'Académie[192].
- Le podcast linguistique Tu parles ! d'Arnaud Hoedt et Jérôme Piron du 7 juillet 2019 aborde la question de l'Académie française[193].
- Dans l'émission Par Jupiter ! du 1er novembre 2021 sur France Inter, Laélia Véron consacre sa chronique linguistique à l'Académie française[194].
- Dans l'émission C'est encore nous ! du 10 mai 2023 sur France Inter, Laélia Véron consacre, de nouveau, sa chronique linguistique à l'Académie française, ainsi qu'à la question de la féminisation[195].

### Humour
- Les Inconnus réalisent un sketch Apostrofes parodiant l'émission Apostrophes de Bernard Pivot, dans laquelle un académicien, Bob Toison dit Bobby, est interrogé sur la réforme de l'orthographe du verlan.
- François Pérusse a créé un sketch dédié à l'Académie française dans Les 2 minutes du peuple[196].
- Le Gorafi a proposé un faux article notifiant de la ratification des expressions « ils croivent » et « faut qu'on voye »[197].
- La revue Délibéré invente qu'à la suite de l'élection de François Albert-Buisson à l'Académie en 1955, Jean Cocteau propose à ses confrères de rédiger un ouvrage satirique Les Aventures de François Braquemâle pour railler le nouvel élu[198].

### Documentaires
- Les garçons et les filles sont belles (2017) est un court métrage d'animation de Murielle Gérin et Chloé Riban qui retrace la question de la féminisation avant et après l'Académie française[199]
- Académie française, voyage au pays des immortels (2020) de Serge Moati[200].
- La mini-série Chorégraphie pour une épée (2023), réalisée par Anne-Cécile Genre, présente l'élaboration et la fabrication de l'épée de l'académicien Pascal Ory.

### Publicité
- Marcel Carné raconte lors de son élection en 1980 à l'Académie des beaux-arts qu'il a produit dans sa jeunesse un film de publicité intitulé Une élection à l’Académie : « On y voyait un Académicien, de belle prestance dans son habit de bonne coupe — nous n’osâmes tout de même pas nous attaquer à cela ! — sortir en courant de l’Institut, poursuivi par un huissier qui s’égosillait à lui crier : « Maître, Maître… Revenez, on vous attend ! » À la fin, essoufflé, l’Académicien s’arrêtait, se tournait vers l’huissier et, avec une indignation de grand seigneur, s’exclamait : « On m’avait promis un fauteuil à l’Académie, mais je croyais que c’était un fauteuil Lévitan !… » » Mais le film n'a jamais été diffusé : « La Société Pathé qui devait projeter le film le jugea, avec raison, irrévérencieux et le refusa[201]. »
- Le célèbre polémiste Jean-Edern Hallier a posé en habit vert devant l'Institut pour un spot publicitaire promouvant la Vespa, avec le slogan « J'ai pas le prix, j'ai ma Vespa. »[202].
- Un grand magasin, les Galeries Lafayette, abritant momentanément la Fondation de la création, a lancé le slogan « Jeunes talents, entrez sous la Coupole[203]. »

### Jeux olympiques
- Lors des Jeux olympiques de Paris, Aya Nakamura a chanté devant l'Académie française afin de créer « une passerelle entre les générations, les registres musicaux et les langues », détaille le Comité d'organisation des Jeux olympiques et paralympiques[204],[205].